# مؤسسه ملی آلرژی و بیماری‌های عفونی
موسسه ملی آلرژی و بیماری‌های واگیردار ایالات متحده آمریکا (به انگلیسی: National Institute of Allergy and Infectious Diseases) مشهور به NIAID، یکی از اعضای موسسات ملی بهداشت ایالات متحده آمریکا (مشهور به NIH) می‌باشد.
وظیفه این مرکز فدرال رهبری و نظارت بر تحقیقات علوم و فناوری در حیطه آلرژی و بیماریهای واگیردار می‌باشد.
دفاتر این موسسه که در سال ۱۸۸۷ تأسیس شد در جنوب ایالت مریلند واقع گردیده است.

## وب‌گاه رسمی
- وبگاه رسمی